# Hunzibština
Hunzibština je severovýchodokavkazský jazyk, který spadá mezi východní didojské jazyky. Mluví jim zhruba 2000 lidí v dnešním Dagestánu v Ruské federaci. Je mateřskou řečí Hunzibů. Po staletí neměla psanou formu. Existuje jen málo psaného textu. Hunzibové se učí ve škole číst a psát v avarštině. S ostatními národy Dagestánu komunikují avarštinou nebo ruštinou.
Hunzibština je v 21. století vnímána jako dialekt avarštiny. První ucelená práce hunzibské gramatiky vznikla v roce 1995 z pera nizozemské kavkazioložky Helmy van den Bergové (1965-2003). Hunzibský slovník vznikal od roku 1976 a byl oficiálně vydán v roce 2001 (Chalilov-Isakov).

## Příklady

### Číslovky
| Hunzibsky | Česky |
| гьәнс     | jeden |
| къану     | dva   |
| лъȧнȧ     | tři   |
| окъен     | čtyři |
| лъино     | pět   |
| иълно     | šest  |
| ȧлІно     | sedm  |
| белІно    | osm   |
| учІин     | devět |
| ȧцІән     | deset |